# Perilitus areolatus
Perilitus areolatus är en stekelart som beskrevs av Thomson 1892. Perilitus areolatus ingår i släktet Perilitus och familjen bracksteklar. Arten är reproducerande i Sverige. Inga underarter finns listade i Catalogue of Life.